# Trichoclea paupera
Trichoclea paupera är en fjärilsart som beskrevs av Druce. Trichoclea paupera ingår i släktet Trichoclea och familjen nattflyn. Inga underarter finns listade i Catalogue of Life.